# Udon Thani (miasto)
Udon Thani (taj. อุดรธานี) – miasto w północno-wschodniej Tajlandii, na równinie Korat, ośrodek administracyjny prowincji Udon Thani. Miejscowość zamieszkuje około 131 tys. osób.